# تود سانتوس
تود سانتوس (بالإنجليزية: Todd Santos)‏ هو لاعب كرة قدم أمريكية أمريكي، ولد في 12 فبراير 1964 في فريسنو في الولايات المتحدة.